# Pipistrellus adamsi
Pipistrellus adamsi (Нетопир Адамса) — вид роду нетопирів. Названий на честь М. А. Адамса., Південноавстралійський музей, відділ еволюціонної біології.

## Середовище проживання
Країни поширення: Австралія (Північна Територія, Квінсленд). На мисі Кейп-Йорк Pipistrellus adamsi багато в чому пов'язаний з водоймами в лісах, саванах, рідколіссях. У верхній частині Північної території зустрічається у всіх середовищах, але, схоже, воліє високі евкаліптові ліси та рідколісся. Відомо, що спочиває в кам'яних притулках, але, як вважають, в першу чергу лаштує сідала в дуплах дерев.

## Зовнішність
Дуже малий вид з кольором хутра від темно чи сіро-коричневого до рудого, світліше зісподу. Вуха заокруглені. Передпліччя довжиною 30—33 мм, вага 3—6 гр.

## Відтворення
Самиці народжують одне маля і можуть розмножуватися частіше одного разу на рік.

## Загрози та охорона
Немає серйозних загроз для цього виду. Втрата середовища проживання є загальною загрозою, через випас худоби та зміну режимів вогню. Його ареал включає в кілька природоохоронних територій.